# Scarlett Johansson
Scarlett Ingrid Johansson (Manhattan, 1984. november 22. –) Tony- és BAFTA-díjas, kétszeres Oscar-díjra és ötszörös Golden Globe-díjra jelölt dán származású amerikai színésznő, énekesnő és modell.
Pályafutását A suttogó című 1998-as filmmel alapozta meg. Legismertebb szerepei közé tartozik Natasha Romanoff/Fekete Özvegy megformálása a Marvel Studios Bosszúállók-szuperhősfilmjeiben.
2008. május 20-án jelent meg első zenei albuma, „Anywhere I Lay My Head” címmel.

## Gyermekkora és családja
Apja Karsten Johansson dán építész, anyja lengyel zsidó emigráns családból származó producer és színésznő, Melanie Sloan. Van egy ikertestvére, Hunter, akinél három perccel idősebb, valamint még három testvére, Christian, Vanessa és Adrian. Már gyermekkorában színésznőnek készült. 1992-ben, nyolcévesen szerepelt először a tévében a Late Night with Conan O’Brian első évadjában, majd két évvel később a Sophistry című Off-Broadway produkcióban, Ethan Hawke oldalán. A manhattani Professional Children's Schoolba íratták be. 1997-ben, tizenhárom éves korában szülei elváltak, ezért ingázni kezdett; édesanyja a gyerekekkel Los Angelesbe költözött, apja viszont New Yorkban maradt.

## Pályafutása

### Színészként

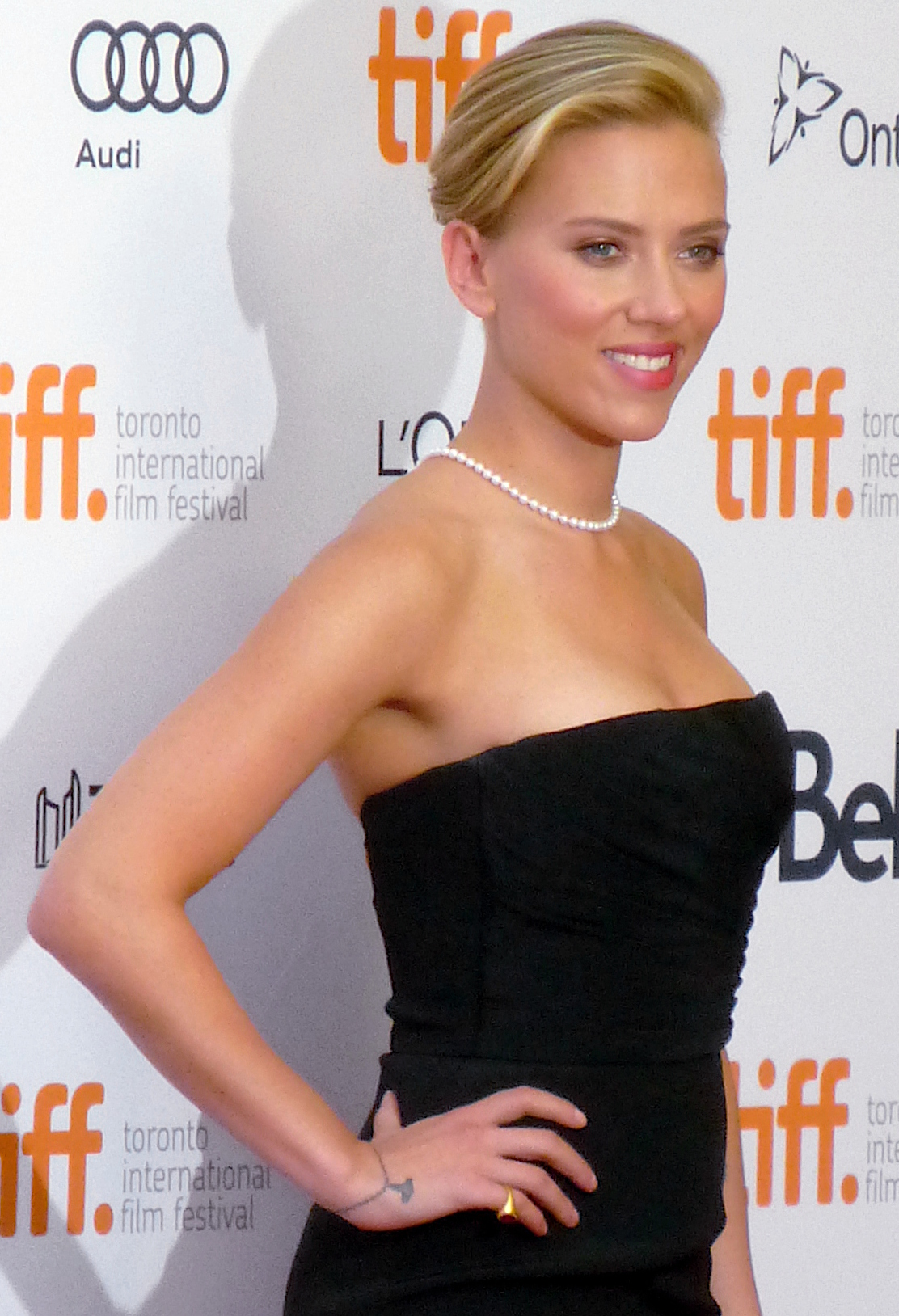
Johansson a 2013-as Torontói Nemzetközi Filmfesztiválon

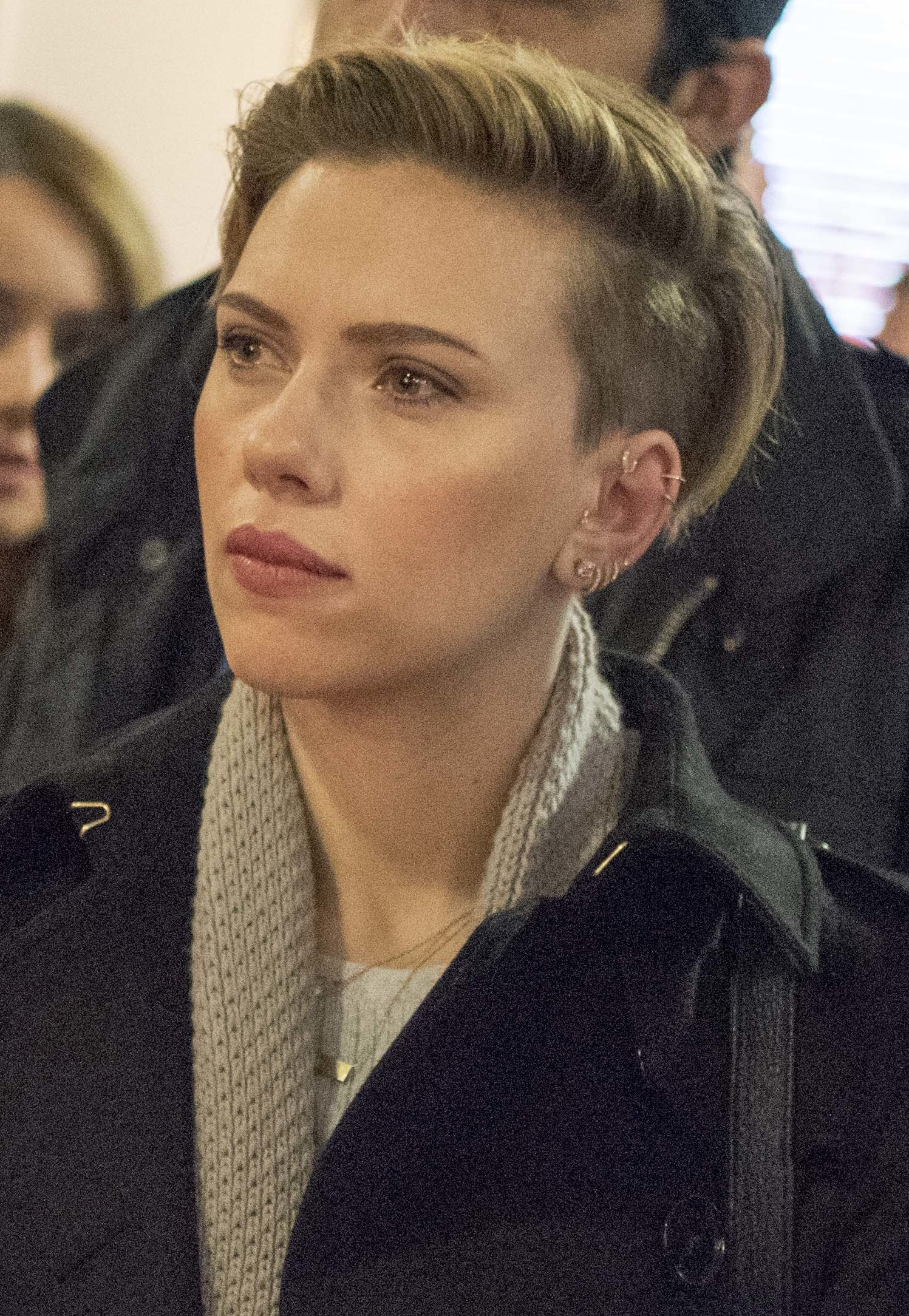
2016-ban

Édesanyja gyakran elkísérte a szereplőválogatásokra, első filmszerepét a Világgá mentem című családi filmben kapta. Első komolyabb alakítását két évvel később a Manny and Lo című drámában nyújtotta, alakítását a legjobb női főszereplő kategóriában Independent Spirit-díjra jelölték.
A filmesek akkor figyeltek fel rá igazán, amikor Robert Redford mellett egy sérült kamaszlányt játszott A suttogó című könyvadaptációban. Ezután sorra érkeztek hozzá a forgatókönyvek. A suttogóban elsőfilmesként tüntettek fel a stáblistán, holott ez már a hetedik nagyjátékfilmje volt.
2000-ben forgatta a Tétova tinédzsereket, amely egy népszerű képregényén alapult, és két különc tinédzser viszontagságait mesélte el. Ezután Az ember, aki ott se volt című filmben szerepelt, majd Gárdos Évával Budapestre utazott, itt forgatták az Amerikai rapszódia magyar fővárosban játszódó jeleneteit. A mű Gárdos élettörténetéről szól, Johansson az elsőfilmes rendezőnő kamaszkori énjét játszotta, amiért a legjobb fiatal művésznek járó díjjal jutalmazták.
Ezután a Mérges pókok című horrorfilm következett, majd Sofia Coppola ajánlotta fel neki, hogy játssza el az Elveszett jelentés című filmjének női főszerepét. A filmet Japánban forgatták, filmbeli partnere Bill Murray volt. Az Elveszett jelentés sikert aratott a kritikusok körében. A film 2004-ben három Golden Globe-díjat nyert, négyszeres Oscar-jelölt volt, melyből Sofia Coppola a legjobb eredeti forgatókönyvéért megkapta az aranyszobrot, Scarlett Johansson pedig elnyerte a legjobb színésznőnek járó BAFTA-díjat.
A Leány gyöngy fülbevalóval női főszerepét eredetileg Kate Hudson játszotta volna, ám terhessége miatt át kellett adnia a feladatot Johanssonnak. A film 1665-ben játszódik a hollandiai Delftben, Scarlett Johansson a tizenhét éves Grietet alakítja, akinek dolgoznia kell, hogy eltartsa családját, cseléd lesz Johannes Vermeer festőművész családjánál, ahol lassan felkelti a művész érdeklődését. A szerepért Golden-Globe-jelölést kapott.
A Halálbiztos vizsga című krimi-vígjátékban a hat végzős középiskolás egyikét alakította, ezután A sziget című filmben Jordan 2-Deltát játszotta, aki a világtól elzárt helyen lakik. Sok emberhez hasonlóan abban reménykedik, hogy egyszer kisorsolják, és elutazhat a Szigetre – amely a Föld utolsó, fertőzéstől mentes helye. A színésznő partnere a filmben Ewan McGregor.
Számos neves rendezővel dolgozott együtt, ezek közül Brian De Palmával készítette a Fekete Dália című produkciót. Az 1940-es években játszódó krimiben Scarlett Johansson egy gyilkossági nyomozó barátnőjét játssza, a rendőrt Josh Hartnett alakítja. Johansson Woody Allennel is forgatott filmeket, két krimibe hajló szerelmi történetet, a Fülest és a Match Pointot. 2008 májusában Cannes-ban mutatták be a Vicky Cristina Barcelonát.
Más híres rendezők filmjeiben is feltűnt, így Robert Pulcini, Shari Springer Berman az Egy bébiszitter naplója vígjátékában is. Justin Chadwick A másik Boleyn lány című kosztümös középkori darabjában szerepeltette, amelyben Mary Boleynt, Boleyn Anna angol királyné testvérét alakítja.
2010-ben csatlakozott a Marvel-moziuniverzumhoz Natasha Romanoff, fedőnevén a "Fekete Özvegy" szerepében, akit 2020-ig tíz alkalommal személyesített meg a Marvel Studios szuperhősfilmjeiben. Először a Vasember 2-ben volt látható Romanoffként, Robert Downey Jr. oldalán, később pedig egyike volt a Bosszúállók főszereplőinek. Ezt követte sorrendben az Amerika Kapitány: A tél katonája, a Bosszúállók: Ultron kora, az Amerika Kapitány: Polgárháború, a Bosszúállók: Végtelen háború, illetve a Bosszúállók: Végjáték, ezen felül cameoszerepben feltűnt még a Thor: Ragnarökben és a Marvel Kapitányban is. 2019-ben bejelentették, hogy karaktere először önálló filmet kap a 2021-ben érkező Fekete Özvegy produkcióval, amelyben főszereplő lesz.

### Zenészként
- 2008 – Anywhere I Lay My Head

## Magánélete
Amíg a PCS-re járt, Johansson 2001 és 2002 között az osztálytársával, Jack Antonoff-fal járt. A Fekete Dália sztárjával, Josh Hartnett-tel körülbelül két évig, 2006 végéig volt együtt. Hartnett szerint azért szakítottak, mert elfoglaltságaik miatt nem tudtak egymásra figyelni. Johansson 2007-ben kezdett randevúzni Ryan Reynolds kanadai színésszel. 2008 májusában jegyezték el egymást, 2008 szeptemberében összeházasodtak Vancouver Islanden, 2010 decemberében szétmentek, 2011 júliusában pedig elváltak.
2012 novemberében kezdett randizni a francia reklámügynökség tulajdonosával, Romain Dauriac-kal. A következő év szeptemberében eljegyezték egymást. A pár New York és Párizs között töltötte az idejét. Lányuknak, Rose Dorothy Dauriac 2014-ben született. Johansson és Dauriac ugyanazon év októberben összeházasodtak a montanai Philipsburgban. 2016 közepén szakítottak, és 2017 szeptemberében váltak el.
2018-ban Johansson kritikát kapott, amiért elfogadta a transznemű történelmi személyiség Dante "Tex" Gill szerepét a Rub & Tug című krimiben. Végül a számos kritika után visszalépett, mivel ő nem egy transznemű nő.
2021-től férje Colin Jost, akitől 2022-ben született meg második gyermeke.

## Filmográfia

### Film
| Év   | Magyar cím                          | Eredeti cím                         | Szerep                                   | Magyar hang        | Rendező                                 |
| ---- | ----------------------------------- | ----------------------------------- | ---------------------------------------- | ------------------ | --------------------------------------- |
| 1994 | Világgá mentem                      | North                               | Laura Nelson                             | Talmács Márta      | Rob Reiner                              |
| 1995 | Egy igaz ügy                        | Just Cause                          | Kate Armstrong                           | Molnár Ilona       | Arne Glimcher                           |
| 1996 | Ugrásra készen                      | If Lucy Fell                        | Emily                                    |                    | Eric Schaeffer (1.)                     |
| 1996 | Manny és Lo                         | Manny & Lo                          | Amanda                                   |                    | Lisa Krueger                            |
| 1997 | Zuhanás (Hatodik sebesség)          | Fall                                | kislány                                  |                    | Eric Schaeffer (2.)                     |
| 1997 | Reszkessetek, betörők! 3.           | Home Alone 3                        | Molly Pruitt                             | Csondor Kata       | Raja Gosnell                            |
| 1998 | A suttogó                           | The Horse Whisperer                 | Grace MacLean                            | Bogdányi Titanilla | Robert Redford                          |
| 1999 | Kismalac az öcsikém                 | My Brother the Pig                  | Cathy Kaldwell                           |                    | Erik Fleming                            |
| 2001 | Az ember, aki ott se volt           | The Man Who Wasn't There            | Rachael 'Madárka' Abundas                | Urbán Andrea       | Joel és Ethan Coen (1.)                 |
| 2001 | Tétova tinédzserek                  | Ghost World                         | Rebecca                                  | Zsigmond Tamara    | Terry Zwigoff                           |
| 2001 | Amerikai rapszódia                  | An American Rhapsody                | Zsuzsi / Suzanne Sandor                  | Nemes Takách Kata  | Gárdos Éva                              |
| 2002 | Mérges pókok                        | Eight Legged Freaks                 | Ashley Parker                            | Nemes Takách Kata  | Ellory Elkayem                          |
| 2003 | Elveszett jelentés                  | Lost in Translation                 | Charlotte                                | Haumann Petra      | Sofia Coppola                           |
| 2003 | Leány gyöngy fülbevalóval           | Girl with a Pearl Earring           | Griet                                    | Solecki Janka      | Peter Webber                            |
| 2004 | Halálbiztos vizsga                  | The Perfect Score                   | Francesca Curtis                         | Csondor Kata       | Brian Robbins                           |
| 2004 | Bobby Long                          | A Love Song for Bobby Long          | Pursy Will                               | Solecki Janka      | Shainee Gabel                           |
| 2004 | Jóasszony – Akiről egy város beszél | A Good Woman                        | Meg Windermere                           | Pikali Gerda       | Mike Barker                             |
| 2004 | Spongyabob – A mozifilm             | The SpongeBob SquarePants Movie     | Mindy hercegnő (hangja)                  | Mics Ildikó        | Stephen Hillenburg                      |
| 2004 | Jó társaság                         | In Good Company                     | Alex Foreman                             | Haffner Anikó      | Paul Weitz                              |
| 2005 | Match Point                         | Match Point                         | Nola Rice                                | Peller Anna        | Woody Allen (1.)                        |
| 2005 | A sziget                            | The Island                          | Jordan Delta Kettes / Sarah Jordan       | Ruttkay Laura      | Michael Bay                             |
| 2006 | Füles                               | Scoop                               | Sondra Pransky                           | Haumann Petra      | Woody Allen (2.)                        |
| 2006 | Fekete Dália                        | The Black Dahlia                    | Katherine 'Kay' Lake                     | Botos Éva          | Brian De Palma                          |
| 2006 | A tökéletes trükk                   | The Prestige                        | Olivia Wenscombe                         | Ruttkay Laura      | Christopher Nolan                       |
| 2007 | Egy bébiszitter naplója             | The Nanny Diaries                   | Annie Braddock                           | Solecki Janka      | Shari Springer Berman és Robert Pulcini |
| 2008 | A másik Boleyn lány                 | The Other Boleyn Girl               | Boleyn Mária                             | Csondor Kata       | Justin Chadwick                         |
| 2008 | Vicky Cristina Barcelona            | Vicky Cristina Barcelona            | Cristina                                 | Ruttkay Laura      | Woody Allen (3.)                        |
| 2008 | Spirit – A sikító város             | The Spirit                          | Silken Floss                             | Solecki Janka      | Frank Miller                            |
| 2009 | Nem kellesz eléggé                  | He's Just Not That into You         | Anna Marks                               | Létay Dóra         | Ken Kwapis                              |
| 2010 | Vasember 2.                         | Iron Man 2                          | Natasha Romanoff / Fekete Özvegy         | Csondor Kata       | Jon Favreau (1.)                        |
| 2011 | Az igazi kaland                     | We Bought a Zoo                     | Kelly Foster                             | Bánfalvi Eszter    | Cameron Crowe                           |
| 2012 | Bosszúállók                         | The Avengers                        | Natasha Romanoff / Fekete Özvegy         | Csondor Kata       | Joss Whedon (1.)                        |
| 2012 | Hitchcock                           | Hitchcock                           | Janet Leigh                              | Németh Borbála     | Sacha Gervasi                           |
| 2013 | Don Jon                             | Don Jon                             | Barbara Sugarman                         | Csondor Kata       | Joseph Gordon-Levitt                    |
| 2013 | A felszín alatt                     | Under the Skin                      | Laura                                    | Bánfalvi Eszter    | Jonathan Glazer                         |
| 2013 | A nő                                | Her                                 | Samantha (hangja)                        | Csondor Kata       | Spike Jonze                             |
| 2014 | A séf                               | Chef                                | Molly                                    | Solecki Janka      | Jon Favreau (2.)                        |
| 2014 | Amerika Kapitány: A tél katonája    | Captain America: The Winter Soldier | Natasha Romanoff / Fekete Özvegy         | Csondor Kata       | Anthony és Joe Russo (1.)               |
| 2014 | Lucy                                | Lucy                                | Lucy                                     | Bánfalvi Eszter    | Luc Besson                              |
| 2015 | Bosszúállók: Ultron kora            | Avengers: Age of Ultron             | Natasha Romanoff / Fekete Özvegy         | Csondor Kata       | Joss Whedon (2.)                        |
| 2016 | Ave, Cézár!                         | Hail, Caesar!                       | DeeAnna Moran                            | Bánfalvi Eszter    | Joel és Ethan Coen (2.)                 |
| 2016 | A dzsungel könyve                   | The Jungle Book                     | Ká (hangja)                              | Bánfalvi Eszter    | Jon Favreau (3.)                        |
| 2016 | Amerika Kapitány: Polgárháború      | Captain America: Civil War          | Natasha Romanoff / Fekete Özvegy         | Csondor Kata       | Anthony és Joe Russo (2.)               |
| 2016 | Énekelj!                            | Sing                                | Ash (hangja)                             | Gubik Petra        | Garth Jennings (1.)                     |
| 2017 | Páncélba zárt szellem               | Ghost in the Shell                  | Mira Killian őrnagy / Motoko Kusanagi    | Bánfalvi Eszter    | Rupert Sanders                          |
| 2017 | Csajok hajnalig                     | Rough Night                         | Jessica "Jess" Thayer                    | Bánfalvi Eszter    | Lucia Aniello                           |
| 2017 | Thor: Ragnarök                      | Thor: Ragnarök                      | Natasha Romanoff / Fekete Özvegy (cameo) | Csondor Kata       | Taika Waititi (1.)                      |
| 2018 | Kutyák szigete                      | Isle of Dogs                        | Nutmeg (hangja)                          | Bánfalvi Eszter    | Wes Anderson (1.)                       |
| 2018 | Bosszúállók: Végtelen háború        | Avengers: Infinity War              | Natasha Romanoff / Fekete Özvegy         | Csondor Kata       | Anthony és Joe Russo (3.)               |
| 2019 | Marvel Kapitány                     | Captain Marvel                      | Natasha Romanoff / Fekete Özvegy (cameo) | Csondor Kata       | Anna Boden és Ryan Fleck                |
| 2019 | Bosszúállók: Végjáték               | Avengers: Endgame                   | Natasha Romanoff / Fekete Özvegy         | Csondor Kata       | Anthony és Joe Russo (4.)               |
| 2019 | Házassági történet                  | Marriage Story                      | Nicole Barber                            |                    | Noah Baumbach                           |
| 2019 | Jojo Nyuszi                         | Jojo Rabbit                         | Frau Rosie Betzler                       | Bánfalvi Eszter    | Taika Waititi (2.)                      |
| 2021 | Fekete Özvegy                       | Black Widow                         | Natasha Romanoff / Fekete Özvegy         | Csondor Kata       | Cate Shortland                          |
| 2021 | Énekelj! 2.                         | Sing                                | Ash (hangja)                             | Gubik Petra        | Garth Jennings (2.)                     |
| 2023 | Asteroid City                       | Asteroid City                       | Midge Campbell                           | Csondor Kata       | Wes Anderson (2.)                       |
| 2023 |                                     | North Star                          | Kathreine                                |                    | Kristin Scott Thomas                    |
| 2024 | Vigyél a holdra                     | Fly Me to the Moon                  | Kelly Jones                              | Csondor Kata       | Greg Berlanti                           |
| 2024 | Transformers Egy                    | Transformers One                    | Elita One (hangja)                       | Csondor Kata       | Josh Cooley                             |
| 2025 | Jurassic World: Újjászületés        | Jurassic World Rebirth              | Zora Bennett                             | Csondor Kata       | Gareth Edwards                          |
| 2025 | A föníciai séma                     | The Phoenician Scheme               | Hilda                                    | Csondor Kata       | Wes Anderson (3.)                       |

Dokumentum- és rövidfilmek
| Év   | Eredeti cím          | Megjegyzések                                 |
| ---- | -------------------- | -------------------------------------------- |
| 2009 | These Vagabond Shoes | - rövidfilm - filmrendező és forgatókönyvíró |
| 2011 | The Whale            | - dokumentumfilm - vezető producer           |

### Televízió
| Év        | Magyar cím          | Eredeti cím         | Szerep                    | Megjegyzések                     |
| --------- | ------------------- | ------------------- | ------------------------- | -------------------------------- |
| 1995      |                     | The Client          | Jenna Halliwell           | 1 epizód                         |
| 2004      | Törtetők            | Entourage           | önmaga (cameo)            | 1 epizód                         |
| 2005–2008 | Robotcsirke         | Robot Chicken       | több szereplő hangja      | 6 epizód                         |
| 2006–2019 | Saturday Night Live | Saturday Night Live | házigazda / több szereplő | 10 epizód (házigazda – 6 epizód) |
| 2014      |                     | HitRecord on TV     | Olivia (hangja)           | animációs rövidfilm (1 epizód)   |

## Fordítás
- Ez a szócikk részben vagy egészben  a   Scarlett Johansson című angol Wikipédia-szócikk fordításán alapul.  Az eredeti cikk szerkesztőit annak laptörténete sorolja fel. Ez a jelzés csupán a megfogalmazás eredetét és a szerzői jogokat jelzi, nem szolgál a cikkben szereplő információk forrásmegjelöléseként.
- Ez a szócikk részben vagy egészben  a   Scarlett Johansson on screen and stage című angol Wikipédia-szócikk fordításán alapul.  Az eredeti cikk szerkesztőit annak laptörténete sorolja fel. Ez a jelzés csupán a megfogalmazás eredetét és a szerzői jogokat jelzi, nem szolgál a cikkben szereplő információk forrásmegjelöléseként.